# 2013 v letectví
Tento článek obsahuje seznam událostí souvisejících s letectvím, které proběhly roku 2013.

## První lety

### Květen
- 22. května – Northrop Grumman MQ-4C Triton

### Červen
- 14. června – Airbus A350

### Prosinec
- 12. prosince – Textron AirLand Scorpion